# Hui'an
Hui'an léase en chino: Juéi-An, lit. 'Hui4an1.ogg' (en chino: 惠安, pinyin: Huì'ān, Pe̍h-ōe-jī: Hūi-oaⁿ) es una localidad de la ciudad-prefectura de Quanzhou en la provincia de Fujian, República Popular China, con una población censada en noviembre de 2010 de 944 231 habitantes.
Se encuentra situada en el centro-este de la provincia, junto a la costa del mar de China Oriental y a poca distancia al sur de la capital provincial, Fuzhou.